# Roary the Racing Car
Roary the Racing Car (Nederlandse titel: Roary de Racewagen) is een stop-motion-serie die ontworpen en ontwikkeld werd door Peter Curtis, de bedenker van Yoko! Jakamoko! Toto!, Thomas de stoomlocomotief en Bob de Bouwer; en geproduceerd door Keith Chapman, producent van onder andere Bob de Bouwer en Fifi en haar bloemenvriendjes. De kleine racewagen Roary woont samen met zijn vriendjes op het racecircuit van Zilvervoort. Zijn beste vriend is Grote Chris. Sinds 1 maart 2008 wordt de serie in Nederland op de televisiezender Nickelodeon uitgezonden en later ook op Nick Jr.. Tot die tijd was de serie alleen in Engeland te zien.

## Verhaal
De serie volgt het leven en de avonturen van racevoertuigen Roary, Maxi, Zizzy, Dragga, Tin Top; en de mensen waarvoor ze werken, Grote Chris de monteur, Marsha de baancommissaris en de eigenaar van het racecircuit, Meneer Carburatore. Ook zijn er PC Pete, de lokale Boer Groen, Molecom, Furz en nog veel meer. Het verhaal draait soms om andere voertuigpersonages, zoals Rusty, Trucksy, Nick, Lugga, Zippee, Hellie, Breeze, Conrod, James en Loada.

## Nederlandse stemmen
- De Nederlandse versie werd geproduceerd door de (inmiddels gesloten) studio Hoek & Sonépouse, de dialogen werden geregisseerd door Marcel Jonker.

| Personage          | Stemacteur/actrice  |
| ------------------ | ------------------- |
| Roary              | Carolina Dijkhuizen |
| Grote Chris        | Roberto de Groot    |
| Marsha             | Hymke de Vries      |
| Meneer Carburatore | Dick Cohen          |
| Maxi               | Marc Nochem         |
| Flash              | Fred Meijer         |
| Cici               | Melise de Winter    |
| Drifter            | Koen Smit           |
| Verteller          | Marcel Jonker       |
| Tin Top            | Marcel Jonker       |
| Hugo Amerillo      | Marcel Jonker       |
| Molleke            | Thijs van Aken      |
| Plugger            | Jerrel Houtsnee     |
| Boer Groen         | Lucas Dietens       |
| Rusty              | Lucas Dietens       |
| DL                 | Danny Houtkooper    |
| Dinky              | Nathalie Haneveld   |
| Agent Tim          | Ruud Drupsteen      |
| Grote Christine    | Ruud Drupsteen      |

## Muziek
- Openingslied
- Roberto de Groot